# Sláger

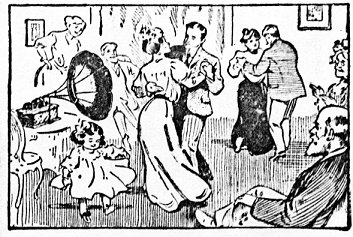
Fonográf egy 1907-es hirdetésen

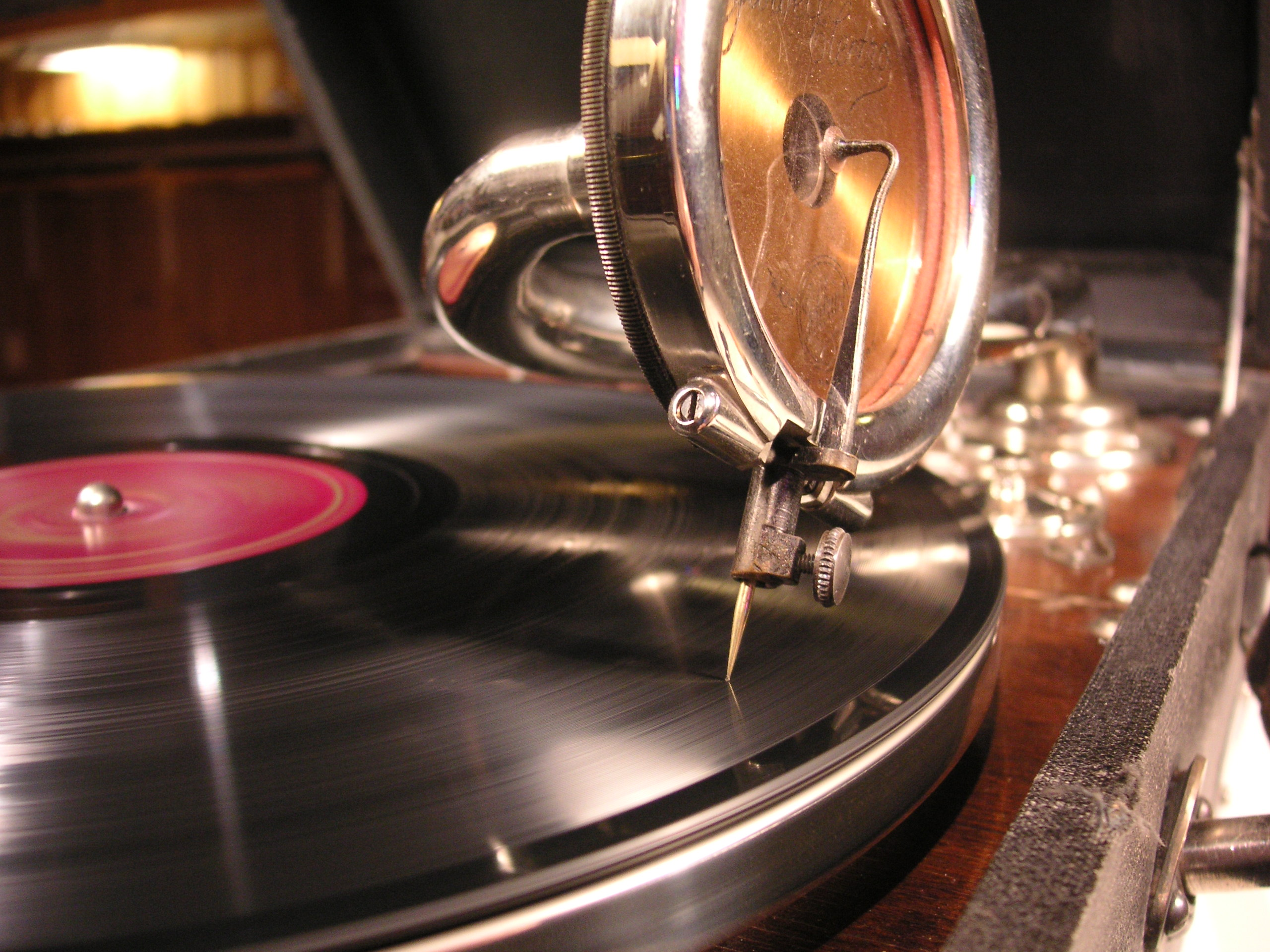
… és a gramofonok lehetővé tették a slágerek meghallgatását otthon is

A sláger kifejezést (a német Schlager szóból) általában a popzene fülbemászó, kevésbé igényes és gyakran giccses, szentimentális szövegekkel megírt darabjainak leírására használjuk. Néhányak szerint az úgynevezett allemande-ból fejlődött ki. A népszerű operettdallamok alapján az 1920-as évek óta érezhetővé vált a dzsesszes ritmusok és harmóniák hatása a slágerzenére.
Az 1950-es évek óta a slágert olyan kifejezésként határozzák meg, mint amelyet „nehéz megfogalmazni az újabb szórakoztató zenében”, de „könnyen meghatározható a tánc és a népszerű zene rövid formájaként”. Az Encarta 2003-ban úgy határozta meg a slágert, hogy „egyrészt kereskedelmileg sikeres, másrészt szórakoztató zenei műfaj. Jellemzőek rá „a legegyszerűbb zenei struktúrák és triviális szövegek, amelyek a hallgatóság lelki harmóniájára és boldogságára apellálnak”. „A popzene és a népzene közötti határok átjárhatóak".

## A kifejezés meghatározása és eredete
A zenetudományban nincs egyértelmű definíció a slágerre, egyes szerzők szerint „nehéz” és „nem is lehetséges”. A más műfajoktól való szisztematikus elhatárolás szintén nehéznek bizonyul. 1870-ben ez a kifejezés először a különösen sikeres operettszámokkal és a népszerű zenés játékokkal kapcsolatban merült fel.
Nyelvileg a Schlager kifejezés a bécsi dialektusra vezethető vissza, a Duden szerint „valószínűleg a villámcsapáshoz hasonlítható nagy sikert jelenti”. Egy zenei újságkritika és Kluge szótár (1967) a DWDS az 1881-es évet jelöli meg, amelyben létrejött a „napi sajtón keresztül terjedő zenekritika kifejezéseként”, majd más dolgokra (könyv, játék, kelendő áru) is alkalmazták. Kluge/Götze már gyanította, hogy a kép a becsapódó villámokból származik, majd az újságkritikában említettből a politikára és más területekre is átkerült.
Történelmileg a középkor végétől kezdve bizonyíthatóan tréfálkozó vagy durva dalok voltak, amelyek az egyszerű emberek körében keringtek, és amelyeket a művészi zene vagy figyelmen kívül hagyott, vagy asszimilált – pl. új szövegű himnuszként vagy a szakrális zene rejtett zenei alapjaként. A kottanyomtatás feltalálása a 16. századtól lehetővé tette a tömeges zeneterjesztést. Európában először olyan dallamok, mint a Pavane de Spaigne, La Spagnoletta (ill. Españoleta, vagyis „Kis spanyol dallam” La follia (Az őrület) és sok más közismertté vált melódia.

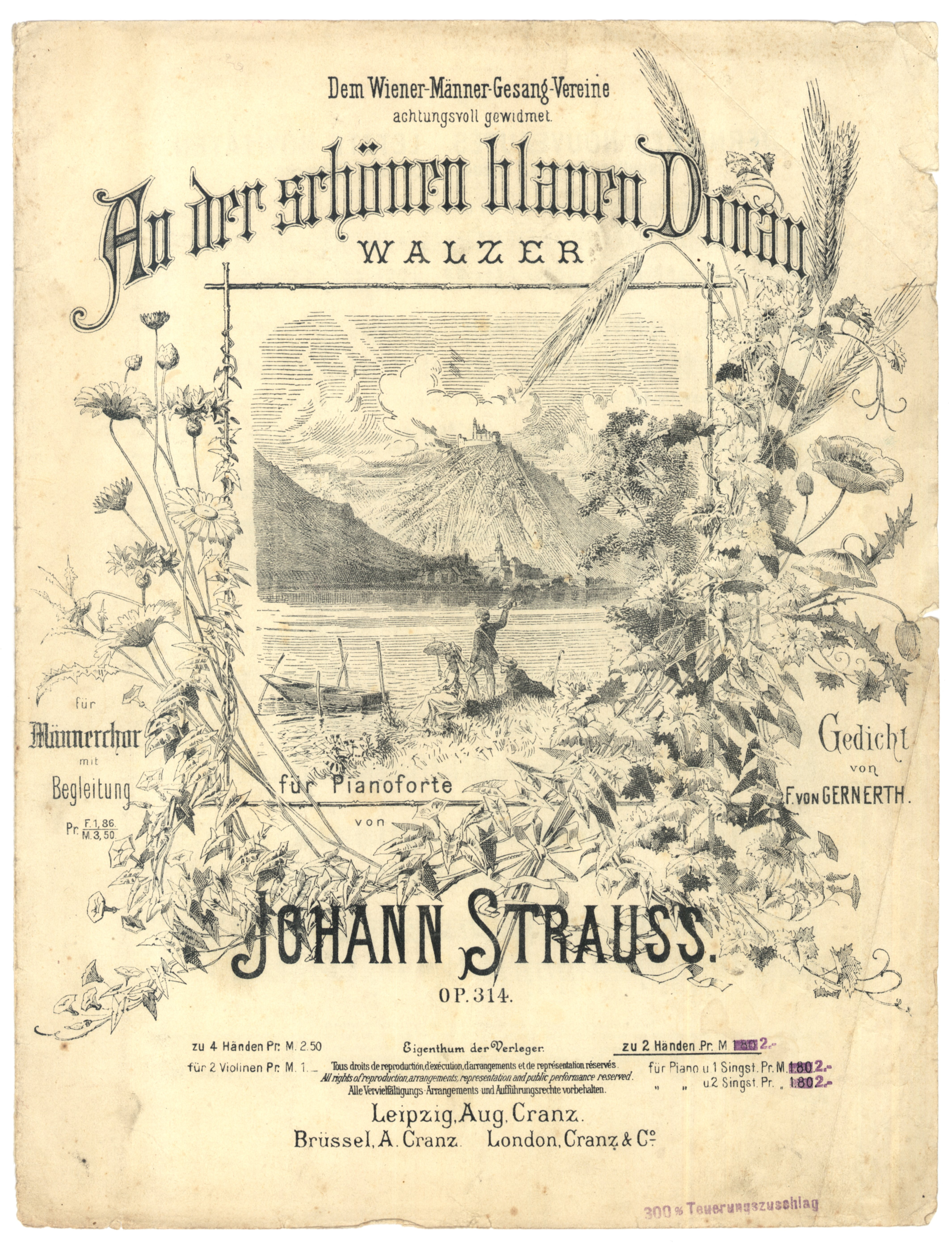
Ifj. Johann Strauss Kék Duna keringőjének kottája, 1867

A sláger kifejezés mai értelemben a 19. század második felében jelent meg, első nyilvános előfordulása, amely egy adott műre, zeneszerzőre és előadásra vonatkozik, a Bécsi Külföldi Közlönyben jelent meg 1867. február 17-én, ahol a Kék Duna keringő premierjéről szóló beszámolóban ezt írták: „A második tétel nyitó száma döntő találat volt. Németországban Paul Lindau újságíró és színkritikus az elsők között használta ezt a kifejezést pl. a párizsi kávézók énekeire (Berlinben és Hamburgban Tingeltangel (vö. tingli-tangli) vagy Singspielhalle volt a neve), énekes fellépéseire vagy a bécsi dalokra.

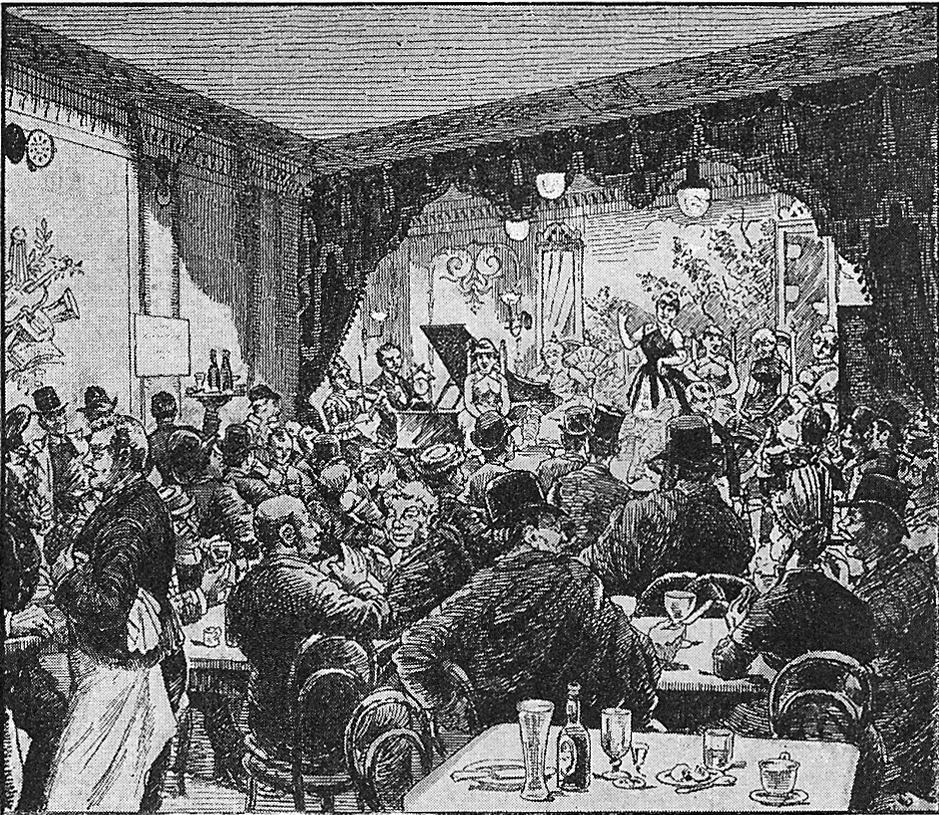
Slágeréneklés egy kávézóban, Koppenhágában 1919-ben

A gramofon feltalálása és a feltörekvő filmipar gyorsan hozzájárultak a sláger terjedéséhez. Így az az ipari társadalom terméke lett. Gyors terjedési üteme azt mutatja, hogy inkább árucikk, mint állandó műalkotás. A sláger a nagy számú közönséget az álmok megszólaltatásával keresi a dalszövegekben, amelyeket üzenetként ismételget a refrénekben. Zeneileg a sláger leginkább az uralkodó táncformán alapszik. A gyors felismerésre tervezett, egyszerű ritmusok és dallamsorozatok határozzák meg karakterét.
Franciaországban és Belgium francia nyelvterületén a slágereket nem nevezik „sanzonoknak”, ellentétben a német szóhasználattal (ezek inkább az „irodalmi törekvésekkel” rendelkező dalok), és nem is a „chansons à la mode” (a. m. divatdalok, de ez az elavult kifejezés ma már legfeljebb a régi lexikonokban lelhető fel), miként a varieté.
Theodor Adorno a sláger hatásáról és társadalmi funkciójáról mondta: „A sláger a vajúdás és a szülés között elakadtakat az érzések helyettesítőivel látja el, amire korabeli felülvizsgált ego-eszményük szerint szükségük lenne.”

## Története

### Kezdetek (1900–1919)

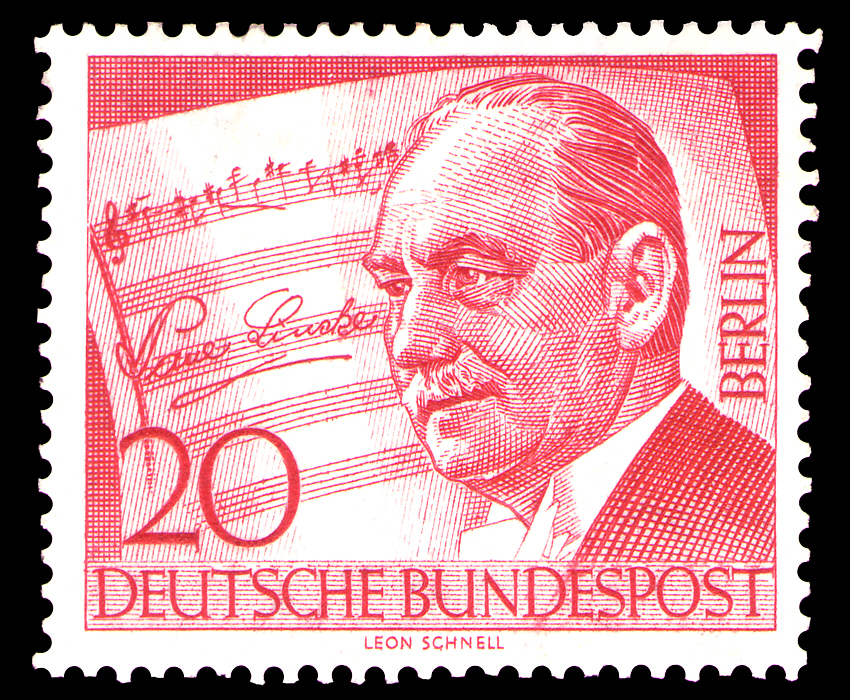
Paul Lincke, a Deutsche Bundespost (1956) postabélyegén, halálának 10. évfordulóján

Az első német nyelvű slágerek megtalálhatók a Bécsben 1900 előtt sikeres operettekben. Id. és ifj. Johann Strauss operettdallamokkal látta el a szórakozásfüggő felsőbb osztályokat. A denevér (1874), a klasszikus bécsi operett csúcsa, tele volt fülbemászó dallamokkal: Alfred Galamb című dala, amelyet Orlovszkij herceg párosa „szólaltat meg”, Rosalindes Csárdás és Adel Áriája „ártatlanságot kölcsönzött Landétől”, Alfred Drink című dala, Igyál, kedvesem, igyál gyorsan! című bordala és a hattyúdal, amely szerint Boldog az, aki felejt. Ifjabb Johann Strauss életműve csaknem 500 alkotást tartalmaz.
Berlinnek, Poroszország operettközpontjának is voltak zeneszerzői. A legismertebb Paul Lincke, aki a Frau Lunával érte el a legnagyobb sikerét, 1899-ben. Lincke egyes dalait évtizedekig lehetett hallani: Berlini levegő, levegő, levegő; Szentjánosbogárkák csillognak a Lüzisztratéból és a Légvárakból. Eduard Künneke A dingsdai unokatestvér című dala az idegen dalával Én csak szegény vándor vagyok és a Tangóból Gyermekem, nem kell ilyen borzasztóan sokat gondolkodni, amelyet 1921-ben Berlinben mutattak be.

### Emelkedés a tömegtájékoztatásban: lemezen, rádióban és filmen (1920–1933)

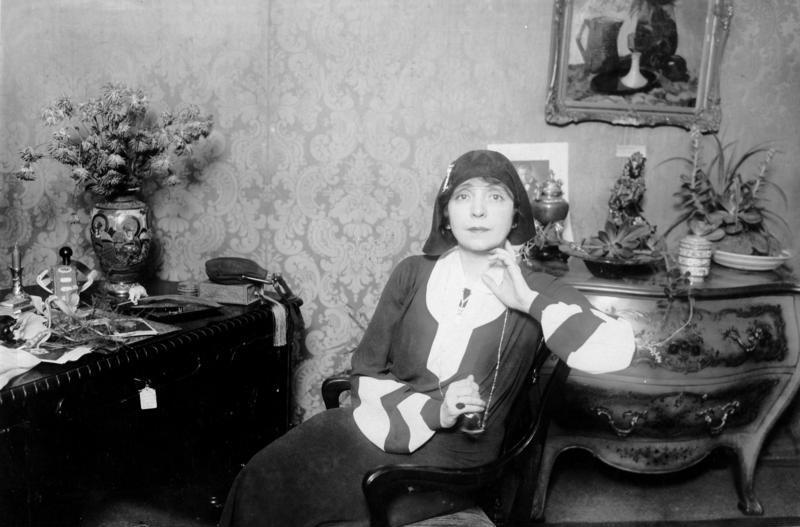
Fritzy Massary, 1929

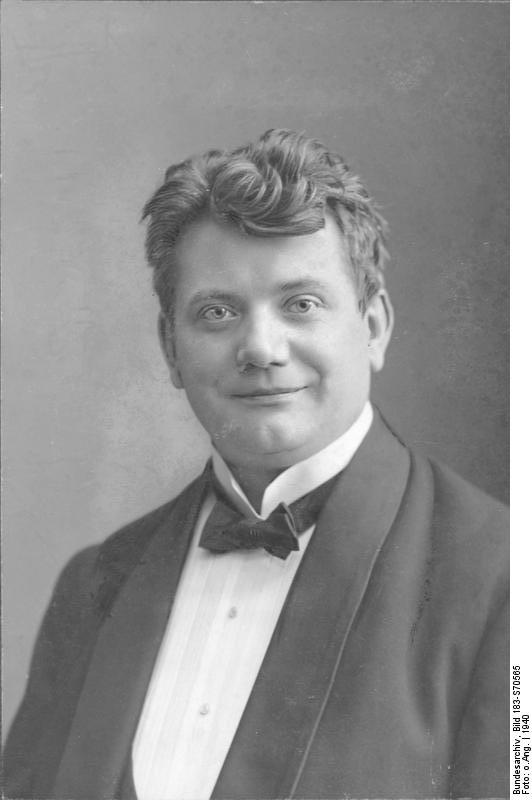
Otto Reutter

Az első világháború után a slágert erősen befolyásolta a sellakhanglemez további elterjedése és mindenekelőtt a rendszeres rádióműsorok megjelenése, amelyek milliószoros termékként hozták a slágert a nappaliba. Ennek eredményeként a legkülönfélébb slágerek már szélesebb közönség számára is elérhetők voltak, és az emberek úgy is beszéltek róluk mint slágerről. A kereskedelmi hangosfilmet 1930 körül hozták létre. A daloknak gyakran meglehetősen egyszerű szövegük volt. Ezek tartalmaztak pl. olyan rímeket, mint a Was macht der Maier am Himalaya? vagy az Unter den Pinien von Argentinien vagy a Mein Onkel Bumba aus Kalumba.
Tagadhatatlan bizonyos frivolitás a szövegekben. Ha egy darabban azt mondja: Veronika, a spárga megnő vagy Láttam Helent fürdeni, vagy Miért ne lehetne egy nőnek kapcsolata, akkor ez egyrészt az úgynevezett „ordító húszasok”, másrészt a kialakuló szexedukáció és a női emancipáció divatja számlájára írható. Nagyon népszerű, és ma is gyakran hallható ez a jól ismert sláger, amelyet a Tetőtől talpig szerelmes vagyokban foxtrott és charleston, valamint a shiy „botránytánc”-ként ropták a báltermekben.
Az ilyen típusú zene népszerű képviselői mindenekelőtt a Comedian Harmonists, Marlene Dietrich, Erwin Hartung, Fritzi Massary (Josef, oh Josef, miért vagy ilyen szűz), Max Pallenberg, Otto Reutter, Liane Haid, Paul Preil, Rudi Godden, Mady Rahl, Lizzi Waldmüller és Lilian Harvey. Különösen az egyház ellenezte ezt a fajta szórakozást, főként akkor, ha erotikus szövegeket tartalmazott.
A hatalom nemzetiszocialisták általi megragadásával olyan dalok kerültek elő, mint a „Dein Wesen war einst treudeutsch germanisch. Auf einmal ist es ausgesprochen spanisch“ – a Comedian Harmonists slágereiből Kedvesem, téged már nem adnak el Spanyolországban. Sok zsidó művész elhagyta Németországot, főleg azért, mert megtiltották nekik a fellépést. A zsidó lakosság jogi megkülönböztetése az 1935-ös faji törvényekkel kezdődött. Gazdasági diszkriminációjuk 1938-ban a novemberi pogromokkal tetőzött.

### A nemzetiszocializmus időszaka (1933–1945)

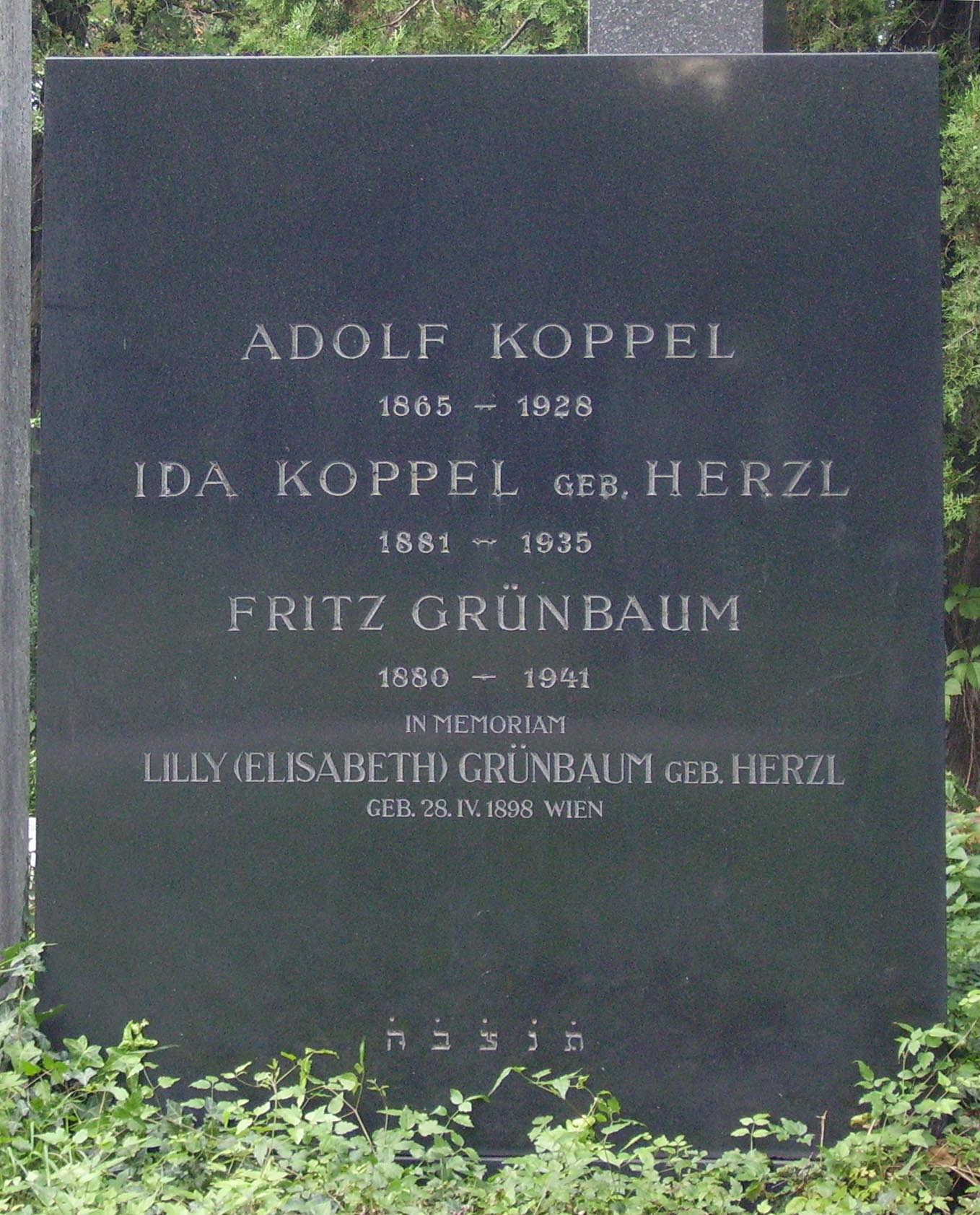
A szerző és kabaréművész, Fritz Grünbaum (Brno, 1880. április 7. – dachaui koncentrációs tábor, 1941. február 1.) sírja, bécsi központi temető

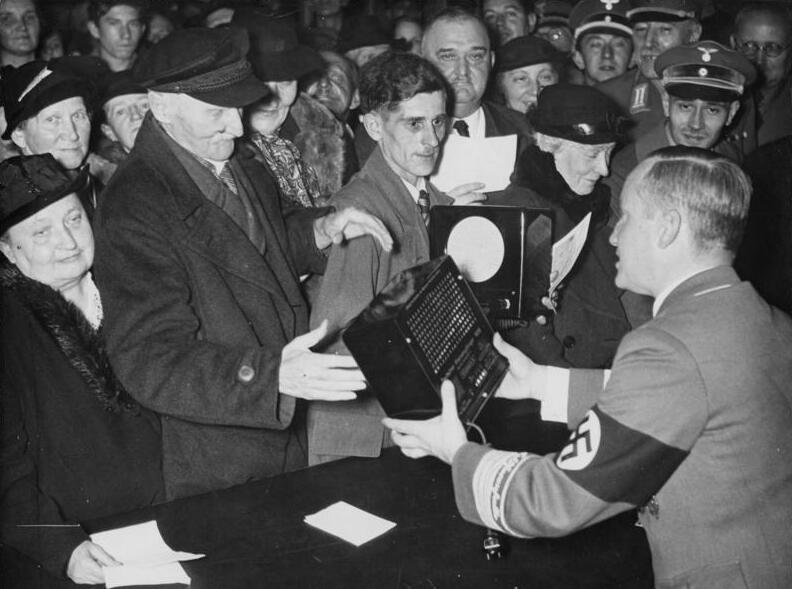
A Volksempfänger elosztása, „Goebbelsschnauze” néven, 1938

A nemzetiszocializmus idején a sláger teljesen a politikai propaganda eszközévé vált; annak céljait kellett szolgálnia. A korábbi évek kissé komolytalan szövegei eltűntek, a film- és hanglemezipar állami felügyelet alá került. Különösen az olyan (zsidó) zenészek számára tiltották meg a fellépést, mint a Comedian Harmonists, Fritz Löhner-Beda, az olyan operettek szövegének szerzője, mint A mosoly országa és a Hawaii rózsája, aki számos sláger dalszövegét, többek között a Bananen, Was machst du mit dem Knie lieber Hans?, Wo sind deine Haare, August?. Robert Gilbert zeneszerző és szövegíró, vagy Robert Stolz (Was kann der Sigismund dafür, daß er so schön ist?), akit 1942-ben Auschwitzban meggyilkoltak. Fritz Grünbaumot, a híres Ich habe das Fräulein Helen baden sehn (Láttam Fraulein Helent fürdeni) szerzőjét a Dachaui koncentrációs táborban pusztították el. A zsidó Alfred Grünwald, Fritz Rotter (Maier am Himalaya) és Walter Jurmann a Veronika, der Lenz ist da (Veronika, a lepedő itt van) és az Olga, Tochter der Wolga (Olga, a Volga lánya), Robert Gilbert és az Am Sonntag will mein Süßer mit mir segeln geh’n című sláger zeneszerzője és szövegírója fogja megint játszani a Süßert, amelyet még sokáig énekeltek a háború után Menj velem együtt, valamint Robert Stolz Was kann der Sigismund dafür, daß er so schön ist? (Mit tehet Zsigmond azért, hogy ilyen szép legyen?) emigrált, és velük együtt a szuggesztív, komolytalan és vicces témák is elvándoroltak.
Csak az maradt meg, ami megfelelt az „árja humornak”. Más előadókat és színészeket, például Rökk Marikát vagy Johannes Heesterst propagandacélokra vettek fel. Különösen a háború vége felé, amikor a szövetségesek bombázták a német városokat, kifejezetten olyan szövegeket kerestek, amelyeknek ösztönözniük kell a német lakosságot a kitartásra. Goebbels megrendelte az új, előírt dalokat. Ennek eredményeként olyan szövegek születtek, mint A világ nem lefelé halad és Tudom, hogy egyszer csoda történik, amelyet Zarah Leander énekel, és ez nem rázatja meg Heinz Rühmann tengerészét. Noha 1941-ben és 1939-ben rögzítették először, ezeket a háború után gyakran ismét rádióban játszották.

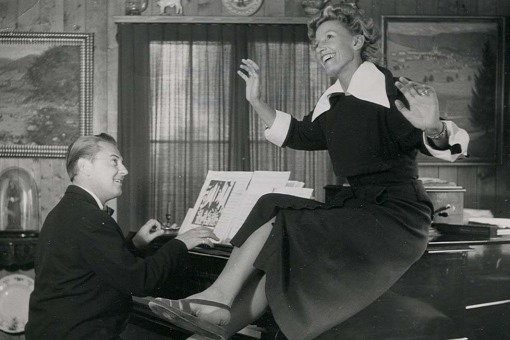
Lale Andersen és férje, Artur Beul, 1953

A világhírű Lili Marleen sláger, amelyet először Lale Andersen énekelt, szintén feltűnt ebben az időben. Az 1915-ben és '22-ben már megírt szöveg Goebbels szerint évekkel később megzenésített dalát először menetdalként kell lejátszani, de Lale Andersen nem volt rá hajlandó. Amikor 1941-ben a rádióban játszották, a dallam diadalmas előrenyomulását már nem lehetett megállítani. „Baljóslatú jellege” miatt a Lili Marleent hamarosan betiltották a Nagy-Német Birodalomban. Ez azonban nem akadályozta meg a Belgrád német katonai műsorszolgáltatót annak további terjesztésében, és hamarosan elkészültek más nyelvű változatai is.

### Háború utáni időszak (1945 és 1955 között)

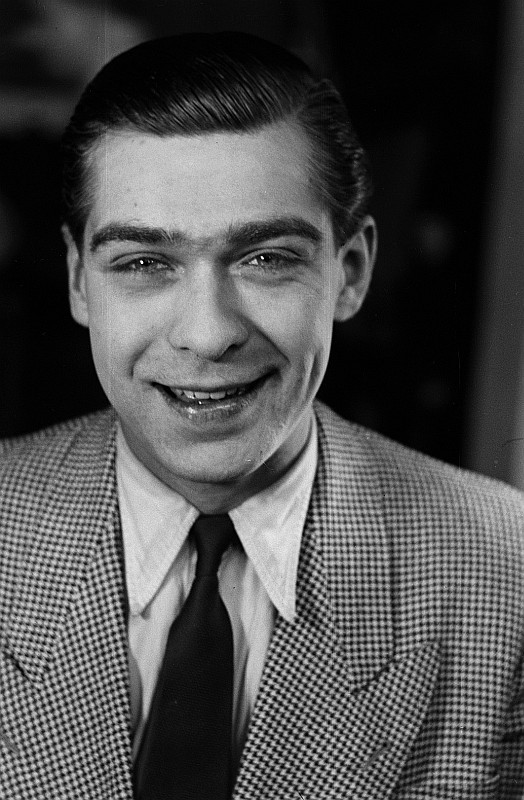
Bully Buhlan, 1946

Amikor az első rádióállomásokat a háború után újra jóváhagyták, a lemezipar újra gyártani kezdte a hanglemezeket. Néha az akkori slágereket egyszerűen farsangi dalokként állították össze, amelyek a bolond időkön túl is megállják a helyüket. Ez magában foglalja azt a dalt is, a Lisával felmentem a pisai ferde toronyba, amelyet Jupp Schmitz énekelt először 1949-ben, és Kinek kellene ezt fizetnie? (Jupp Schmitz, 1949) és az első számú listán 30-at ért el. Május a világ vége (Golgowski Quartet, 1954).
A háború utáni időszakban a „normális fogyasztó” (a Berliner Ballade (1948) film szereplője, akit a karcsú Gert Fröb alakított) zenei ízlése keveredett. A szövegek olyan változatos témákkal foglalkoztak, mint Mariandl (1947), amely találkozott a többi osztrák, Theodor im Fußballtor (elsőként Margot Hielscher 1948-ban énekelte, majd Theo Lingen nagyon híres lett tőle), hogy a kabaré méltó kupléja a Trizonesia bennszülöttjei vagyunk. A „Trizonesia” Németország nyugati zónáit jelentette, amelyet aztán négy megszállási zónára osztottak fel.
Az akkori népszerű tipikus osztrák slágerek Mariandl mellett Hans Lang és Erich Meder által írt – többnyire Maria Andergast által énekelt – dalok voltak, mint pl.Te vagy a rózsa a Wörthersee-től. Az ősöm Urfahrból származott, Egy gitár és egy jódliző vagy A fesche Katz.
Ebben az időben felléptek a Kilima hawaiiak (A falon lókötőfék függ, 1953), Ivo Robic (Morgen, 1959), Bruce Low (Rocky Docky régi háza, 1955), Margot Eskens (Tiritomba, 1956 és Cindy, oh) Cindy, 1957), valamint a pályafutását éppen most kezdő Peter Alexander, Leila Negra és sokat játszott címükkel együtt A legédesebb gyümölcsöket csak a nagy állatok ehetik meg (Pizzi Nilla olasz Papaveri e papere német változata).
Caterina Valente (Minden párizsi álom a szerelemről, 1954), Lys Assia (Oh my Papa, 1954) és Vico Torriani (1957 hetente hétszer) megpróbálta terjeszteni az ideális világ légkörét az elvesztett háború után. Üzleti csa-csa-csa refrénjével „Menjen az üzleti ciklusba!” A Hazy Osterwald Sextet száma, összhangban az idők szellemével, amelynek témája a gazdasági csoda volt.

### Gazdasági csoda (kb. 1955 és 1962 között)

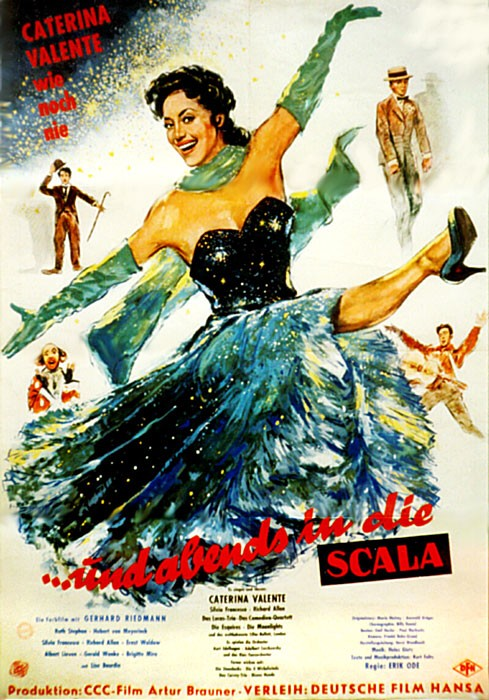
Caterina Valente az …és este a La Scalában című zenés film, Helmuth Ellgaard alkotta filmplakátján (1958)

Az ötvenes évek végén és az 1960-as évek elején sok német kezdett nyaralni délen, lehetőleg Olaszországban. Ezt egyrészt az úgynevezett gazdasági csoda tette lehetővé, amely több pénzt hozott a dolgozók és az alkalmazottak pénztárcájába, másrészt sok olyan sláger volt, amely az Olaszország iránti vágyat ébresztette. Friedel Hensch és a Cyprys a mediterrán útra 1953-ban már jósolták Ja című slágerükben. Tehát 1956-ban körülbelül 4,5-et hajtott Heinkel robogókkal, VW Bogarakkal és a kétütemű motorral pöfögő Goggomobilokkal rendelkező németek milliói indultak dél felé egy „jobb világ” keresésére. Lehet, hogy Rudi Schuricke 1943-ban szerezte, de csak 1950-ben lett sláger, az Amikor Capriban elsüllyed a vörös nap a tengerben (más néven a Caprifischer már megalapozta a harmónia keresését, délre, a tengerre és „szerencsés vidékekre”). Az Arrivederci Roma és az O mia bella Napoli, amelyet Lys Assia, Rocco Granata Marina slágerével vagy Caterina Valente a Ciao, ciao Bambinával énekelt, amely Németországban rendkívül népszerű volt, csak néhány példa erre. René Carol még a háború utáni időszak első aranylemezét is megkapta a Vörös rózsa, vörös ajkak, vörösbor mellett. Az NDK-ban is voltak olasz slágerek, pl. Amami, amore: Günter Hapkétól.
A tengerészek dalai és a tengeri balladák is nagyon népszerűek voltak. Különösen figyelemre méltó itt Freddy Quinn, aki hetekig foglalta el a slágerparádét a Gitár és a tenger című slágereivel, A fiú hamarosan visszatér és a Strange Stars alatt. Ő volt a minden idők legsikeresebb popénekese 1956-ban írt, Heimweh című dalával. Gyorsan több millió lemezt adott el, és az 1956-os első Grand Prix d'Eurovision-on (ma Eurovíziós Dalfesztiválon So geht das jede Nachtot is énekelte, az Így megy minden este címmel, amely Bill Haley Rock Around the Clock című rockjára épült. De még az osztrák Lolita is a slágerével, amely még a japán és az amerikai toplistára is bejutott (Az otthona a tenger), valamint Lale Andersen a Unter St. Paulis Lampe, Blaue Nacht am Hafen vagy az Ein Schiff kommt. Kelet-Németországban például akkoriban népszerű volt Jenny Petra a Fehér felhők, a kék-tengeren veled című számával.
Az 1960-as évek eleji slágereket reprezentálja a Mina 1962-ben énekelt és Kurt Feltz szövegével megjelent Forró homok című darab, amelynek szövege kétértelmű és mégis – vagy éppen ezért – megfelelt az akkori fiatalok ízlésének. A korabeli egyéb nagy slágerek, amelyek nem feltétlenül illeszkednek a „Süden, Sonne, Meer (Dél, nap, tenger)" sémába, többek között:
- Dalida – Am Tag, als der Regen kam' (Azon a napon, amikor jött az eső)
- Bill Ramsey – 'Souvenirs (Ajándéktárgyak)
- Ralf Bendix – Babysitter boogie
- Gitte Hænning – Ich Will 'nen Cowboy als Mann (Cowboyt akarok férjemnek)

A Belgiumban született Angèle Durand sok számot énekelt nagy sikerrel, amelyeket Párizs városának szenteltek, pl. ilyenek Párizsból a Melodie d'amour, Chanson d'amour, Pigalle is. A Montparnasse-on muzsikál; Párizs, te vagy a világ legszebb városa és mások.
Említést érdemel még a tizenévesek, Conny (Két kis olasz) és Peter Kraus (Sugar Sugar Baby), akik duettben és szólóban egyaránt sikeresek voltak több filmmel és slágercímmel. Ted Herold nem kevésbé volt sikeres az olyan címűekkel, mint az Ich bin ein Mann vagy a Holdfény. Az első lányegyüttes a német popzenében a Jacob Sisters volt, amely a Gartenzwerg Marsch-sal vált ismertté (Adelbert, Adelbert, adj nekem egy kerti törpét…") feldolgozás, amely egy Billy Sanders-szám változata.
Ez a korszak a Beatles első németországi sikereivel ért véget a Come Back give me your Hand és I will love you című dalokkal. Míg korábban csak Elvis Presley tudta gyakrabban áttörni a német slágerek falanxját, ez egyre gyakrabban fordult elő angol nyelvű számokkal is. A slágeripar megfelelt ennek az igénynek.

### Az 1960-as évek – a slágerek és a popzene lebontása
Az 1960-as években a német ajkú országokban a népszerű zene két táborra oszlott: a klasszikus slágerekre és a német popzenére. A legnagyobb ellentét a popzene iránt, amely új kísérleti módszereket kipróbált nyelvben és zenében, az volt, hogy a sláger német nyelven maradt meg, és a megszokott ritmusokat és dallamokat örökítette meg. A hallgatói mozgalom megtette a maga részét, hogy kritikusan megkérdőjelezze a hallgatási szokásokat. A beatzene, a rock és a pop meghódította a német slágerpiacot, és a korábban ünnepelt előadók leépültek. Míg 1962-ben szinte az összes 1. számú sláger német nyelven szólt, 1966-ban ez az arány 50%-ra csökkent, az évtized végére pedig csak öt-tíz százalék volt. A popzene a „lázadó” fiatalokhoz szólt; politikailag és társadalomkritikus kérdésekkel, míg a sláger jórészt a nem politikai tartalommal foglalkozott, és egyre vonzóbbá vált a fiatalok számára. A menedzsment félve a célcsoportjától, óvatos közelítéssel próbálkozott. Most a közönség ízlésének kielégítése érdekében, egyrészt az országukban már sikeres skandináv, angol, francia, görög és olasz számokat német szöveggel küldték a zenei piacra, másrészt a német slágert befolyásolták a beat hullám által, és számos előadó volt, aki német nyelvű beat slágereket publikált; e téren a legsikeresebb előadók Drafi Deutscher és Manuela voltak.

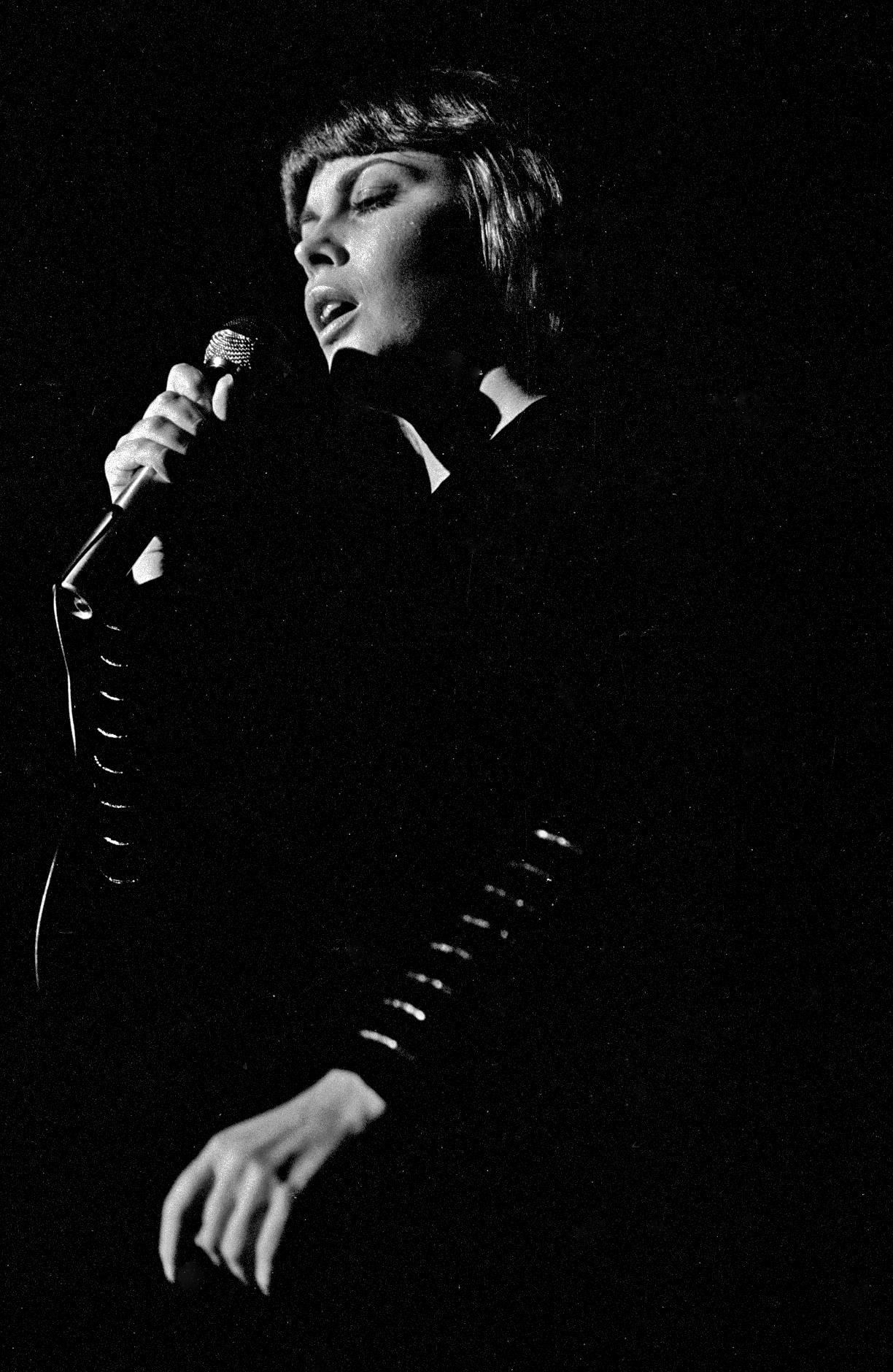
Mireille Mathieu a hamburgi zeneházban, 1971

A zeneipar „globalizációja” az 1960-as évek elején és közepén kezdődött. A számos énekes közül néhány:
- Salvatore Adamo: Könny van az utazásban
- Alexandra: Barátom, a fa; Cigány fiú
- Gus Backus: A régi főnök beszélt; Savanyúkáposzta polka és még sokan mások. Az énekes akkor még egy szót sem beszélt németül.
- Petula Clark: Kissan Casanova Kiss
- Alma Cogan: Tennessee Waltz
- Connie Francis: A szerelem furcsa játék ; Szép furcsa ember; Paradiso ; Barcarole éjjel
- France Gall nem beszélt németül, és Grand Prix-sikerének német változatát énekelte Poupée de cire, poupée de son: Ez egy szép buli volt (rózsaszín lámpa)
- Françoise Hardy: Kérdezd meg az esti szelet
- Dorthe (Kollo): Ön Luxemburg grófja? Ha csak Düsseldorfban szállt volna meg ; Minden skót és mások
- Siw Malmkvist: A szeretetbetegség nem éri meg ; Fekete macska Stanislaus és még sokan mások
- Peggy március: 17 évesen még mindig vannak álmaid; Heidelberg emlékei
- Mireille Mathieu: Párizs és még sokan mások kulisszái mögött
- Billy Mo: Inkább veszek egy tiroli kalapot
- Nána Múszhuri: Fehér rózsák Athénból
- Wencke Myhre: Ne harapj azonnal minden almába; Magas szeretet; Élénkpiros gumihajója van; A kapuban van
- Eszter és Abi Ofarim: Hamupipőke Rockefella
- Rita Pavone: Ha fiú lennék (Arrivederci Hans)
- Bill Ramsey: Pigalle (A nagy egérfogó); Sugar Doll – korábban jazzénekesnő volt, és szórakozóhelyeken lépett fel.
- Cliff Richard: A vörös ajkakat meg kell csókolni ; Ez minden kérdés kérdése

Ugyanakkor sok sportoló kipróbálta magát popénekesként. Míg a gátfutó Martin Lauer már sikeres volt évekkel előbb olyan dalokkal, mint a Taxi Texas és Szeretek ülni a tábortűz körül, A sikeres műkorcsolyázó Marika Kilius Amikor Cowboy álmodik Hans-Jürgen Bäumler Nászút St. Tropez-ben és Manfred Schnelldorfer Ha egyedül vagy a futballista, Franz Beckenbauer Gute Freunde és a kapus Petar Radenković Bin i Radi között, akkor sikerüket valószínűleg csak sportkarrierjüknek köszönhetik. Ausztriában Karl Schranz és Toni Sailer sízők szerepeltek a Tiroli hula-hoppal.

### Az 1970-es évek (1968–1980)

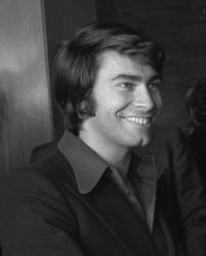
Roy Black, 1970

Szünet következett az 1968-as baloldali diák- és állampolgári mozgalmak miatt, de a hetvenes években a sláger ismét felvirágzott, ami a tévékészülékek (1972-es müncheni olimpia, 1974-es labdarúgó-világbajnokság) és a kapcsolódó zenei közvetítések növekvő elterjedésének is köszönhető. A ZDF-eslágerparádé minden hónapban régi és új előadókat és dalokat mutatott be. Michael Holm ( Mendocino, a könnyek nem hazudnak, Mezítláb az esőben, Lucille), Udo Jürgens (De kérlek krémmel és 66 évesen) számos slágerével, vagy névadója, Andrea Jürgens (És mindkettőt szeretem) ott a nagyon fiatal popénekesek képviselője. De még Peter Maffay (Te), Christian Anders (Sehol nem megy a vonat), Chris Roberts (Nem lehetsz mindig tizenhét éves), Cindy Bert (Minden vasárnap), Bernd Clüver (A szájharmonikás fiú), Jürgen Marcus (Egy dal világra jön) vagy Katja Ebstein (A csodák újra és újra megtörténnek, Egyszer volt egy vadász, Színház), valamint Freddy Breck (Bianca, Rote Rosen) is a német slágerlistákon szerepeltek.
Különösen a hetvenes években óriási az egyslágeres előadók száma. Még akkor is, ha Németországban a Media Control által minden héten meghatározott bestseller top 10-ben egyre inkább angol nyelvű dalok találhatók a csúcson, a sláger úgy tűnt, hogy biztos helyet foglal el a németek zenei ízlésében. A Disco című műsor, amelyet Ilja Richter moderált a ZDF-nél 1971-től, ezért kezdetben nemzeti és nemzetközi énekesek keverékére támaszkodott. De a kialakuló diszkóhullám megváltoztatta a zenei ízlést Németországban is. A popénekesek részben átvették az új és mindenekelőtt gyorsabb ritmusokat, és megpróbálták átültetni őket a popzene koncepciójába. Itt azonban az addig a slágerprodukcióba fektetett erőfeszítések elmaradtak. A múltban, kifinomult megállapodásokat írt és rögzített egy stúdió combo – gyakran a háttérben kórus (pl. Aztán inkább a France Gall zongoristája), így egyre inkább egy egyszerű szintetizátor vette át az énekes teljes kíséretét. Ennek eredményeként az egyes számok elvesztették különlegességüket a gyors és olcsó gyártás velejárójaként.

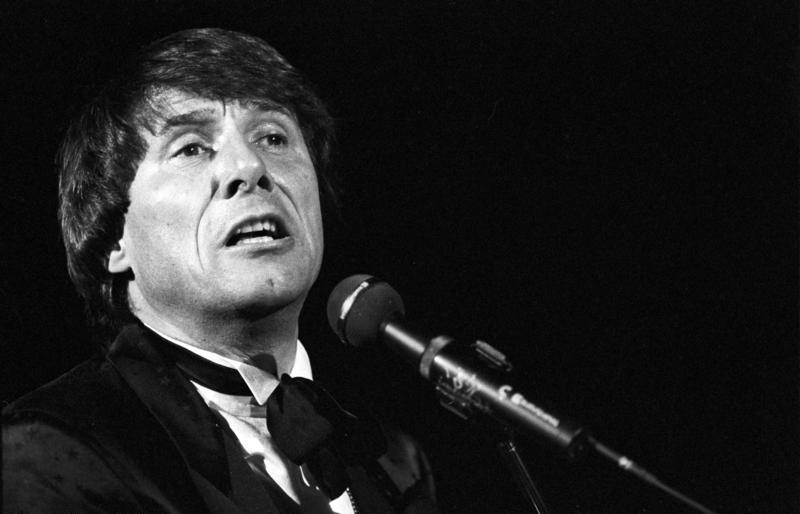
Udo Jürgens, 1987

A sláger újjáéledésével a kritika a Schnulze becsmérlő kifejezés alatt is fokozódott. Gerd Bacher, az ORF vezérigazgatója már 1968-ban drasztikusan csökkentette a német nyelvű zene kvótáját Hitradio Ö3-ra az úgynevezett Schnulzenerlassban. Ehelyett valamivel később jött létre a „Das Schnulzodrom” című műsor Haymo Pockberger műsorvezetővel, az új német sláger gúnyosan kommentálta saját mondókáival, és rendszeresen elbúcsúzott az „Auf Wiederweinen!”-től. 1974 sikertelen kettővel jelent meg a Hetedik mennyországban, ez volt az utolsó konvencionális slágerfilm. A Dieter Thomas Heck által kiváltott fokozódó kritika miatt Jack White megírta a Nem engedélyezzük az éneklést címet ugyanabban az évben, amelyet Tina York sikeresnek értelmezett.

### 1980-tól 2000-ig

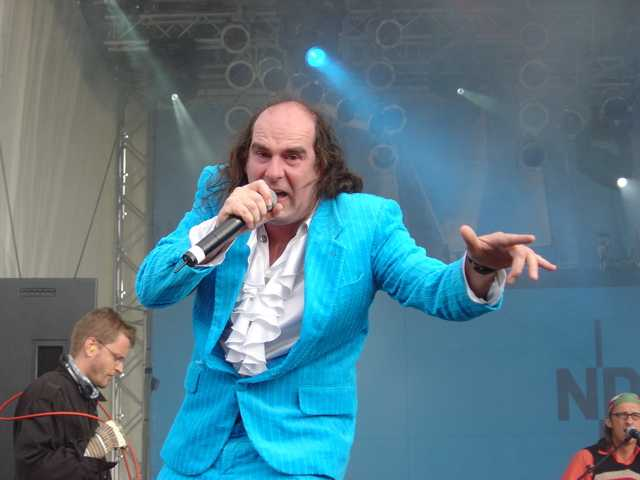
Guildo Horn

Az 1980-as évek elejétől kezdődött az úgynevezett Neue Deutsche Welle (NDW), amelynek kezdetben alig volt közös vonása a sláger műfajával. Egyre több sláger szorult ki a Media Control slágerparádéjából az NDW-dalok és az angol nyelvű címek javára, és egyre kevesebb sláger hangzott el a rádióban. „Megmentése” érdekében mind az érintett előadók, mind a zeneipar megpróbálta áthelyezni a népszerű tévéműsort számos televíziós műsorába. A Neue Deutsche Welle olyan tolmácsok általi forgalmazása során, mint Hubert Kah vagy Fräulein Menke, az „új német sláger” kifejezést találták ki.
Az 1990-es években nagy sikert aratott Németországban, amelyet egy retro hullám váltott ki, amelyben a „régi divatirányzatok”, vagyis az 1970-es évek zenéje, ruházata és kiegészítői ismét népszerűvé váltak, pl. Guildo Horn, Dieter Thomas Kuhn vagy Petra Perle. Ezután az átvett népszerűbb slágerek a nagyobb siker rögzítéséhez. Az 1970-es és 1980-as évek német slágereinek klasszikusait a hamburgi Schlagermove játssza. 1997-ben Németországban először vezették be a formatit felvonulást ebben a műfajban. A „Deutsche Schlager Charts” első kiadása 1997 novemberében jelent meg Uwe Hübner (akkor a ZDF-slágerparádé műsorvezetője) támogatásával. Itt a sláger-újjáéledés címeit, a „klasszikus slágereket” és a német nyelvű popszámokat egy fedél alá vonták össze. A hivatalos német Schlagerchartokat 2001-től 2015-ig a Media Control, majd 2015-től a GfK Entertainment tette közzé, ahol pusztán értékesítési listákként szerepelnek.

### 2000-től napjainkig

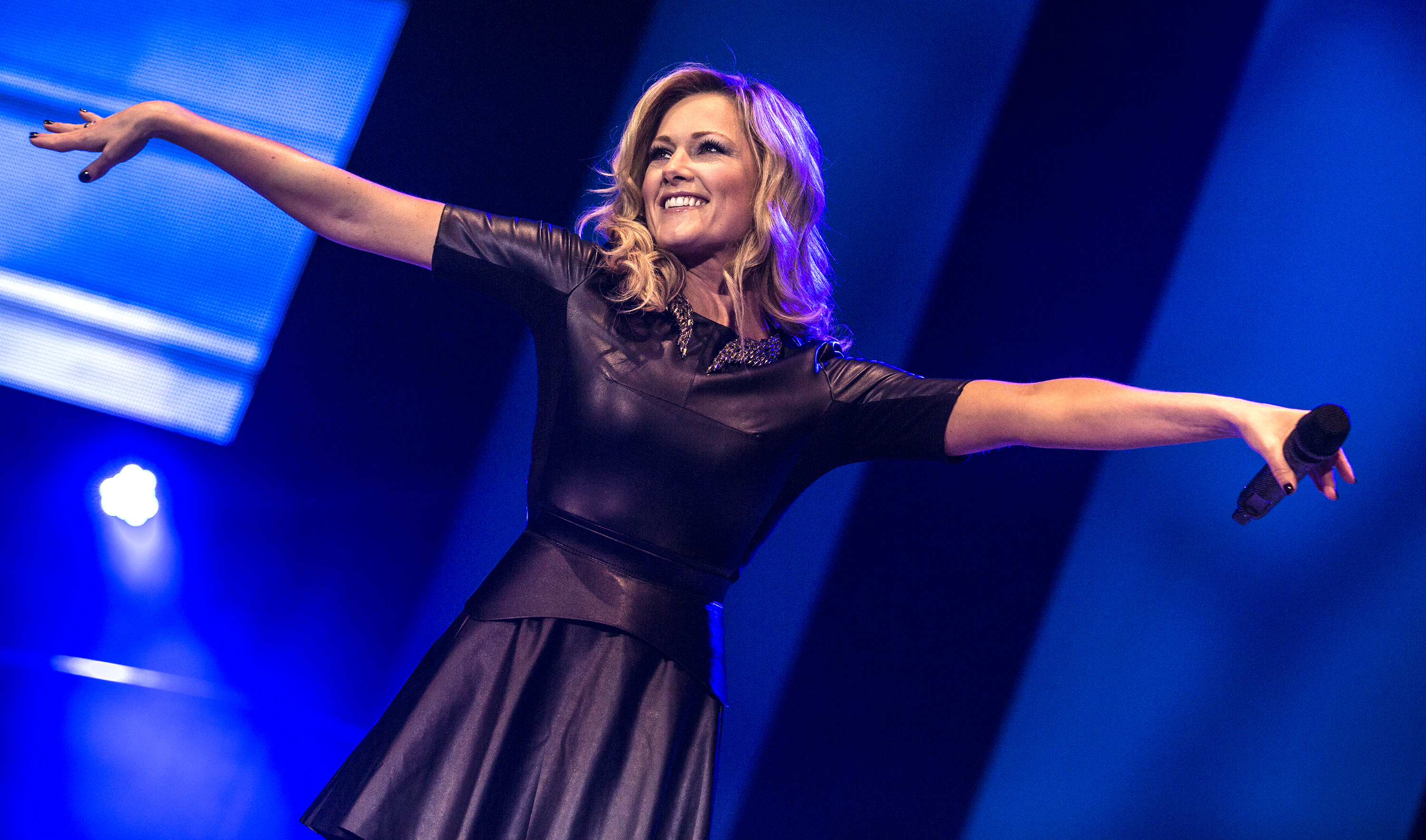
Helene Fischer

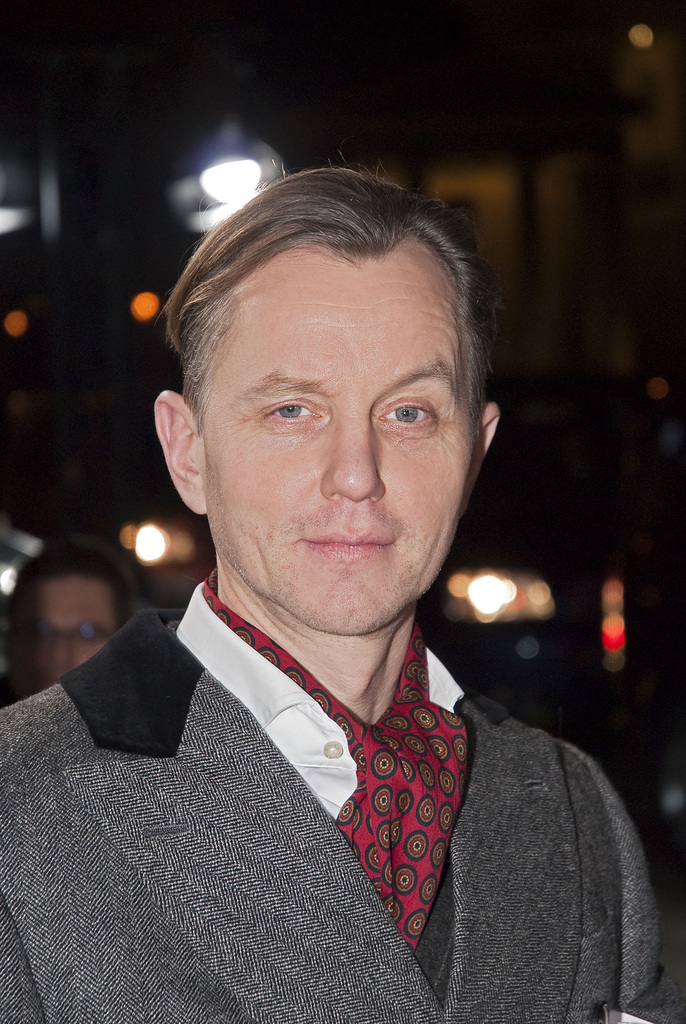
Max Raabe

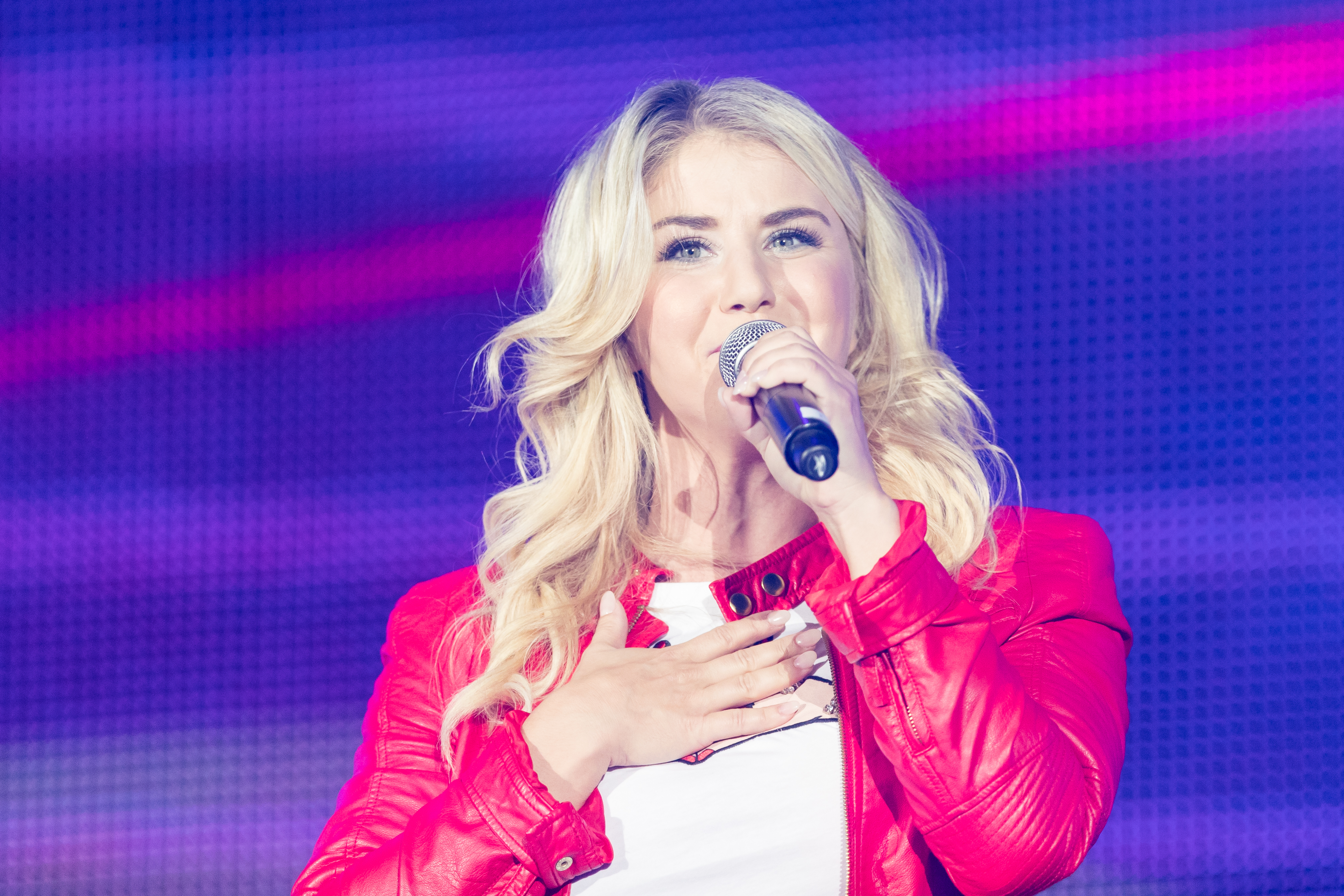
Beatrice Egli

A ZDF a slágerek felvonultatását 2000 decemberében abbahagyta. Az újabb eladók, például DJ Ötzi, akik különböző műfajokat kevernek, szintén slágerparádét hoztak az új évezredben. Beszámoltak Helene Fischer, Andrea Berg, Vanessa May és Beatrice Egli popénekesek sikereiről is. Max Raabe viszont az 1920-as és 1930-as évek slágereivel is nemzetközi sikereket ért el.
Már a nyolcvanas évek végén a német slágert a rockzenében a Die Toten Hosen punkegyüttes Die Roten Rosen fedőnév alatt a Never Mind The Hosen – Here's Die Roten Rosen albummal jegyezte. Tom Angelripper énekes és basszusgitáros, a metalbanda Sodom játszott együtt Roberto Blanco a Wacken Open Air 2011-ben, ahol végre egy metálváltozata Blanco slagere Egy kis szórakozásnak kell lennie. 2013-ban Heino ott lépett fel Rammsteinnel Sonne címmel.
A popzene százalékos aránya – célközönségen belüli felmérési eredmények alapján – csökkent az ARD rádióműsoraiban. Másrészt egyes német nyelvű internetes rádióállomások kizárólag a Schlager rajongói számára sugárzott műsorokra specializálódtak. A YouGov közvélemény-kutató intézet által a dpa megbízásából 2014-ben közzétett felmérés azt mutatta, hogy 55 százalék (a férfiak 51%-a és a nők 59%-a) kedveli a német nyelvű slágereket. Különösen népszerű az 55 évnél idősebbek körében (77%), míg a 18–24 évesek csak 29 százaléka kedveli, és oktatási szintek közti szakadék tapasztalható (a főiskolát végzettek 46%, középiskolai vagy általános iskolai végzettségűek 65%). Manapság a „popsláger" kifejezést egyre inkább egyenértékűvé teszik a modern slágerrel, és számos követőre talál.

## Slágerfilmek (válogatás)
A cselekménynek általában sok komikus eleme van, és a korai példákban az operetten vagy a revüfilmen alapul; később gyakran szerelmes fiatalok és felnőttek uralják, akik általában nem értenek hozzá.
- 1953: Schlagerparade (rendező: Erik Ode, színészek és dalok: Bully Buhlan, Margot Hielscher, Johannes Heesters, Lys Assia, Rudi Schuricke, Friedel Hensch and die Cyprys, Rita Paul, Gitta Lind, Renate Holm, Maurice Chevalier, Peter Igelhoff)
- 1955: Ein Herz voll Musik (Zene tele szívvel) (rendező: Robert A. Stemmle, színészek: Vico Torriani, Köth Erika és mások)
- 1955: Liebe Tanz und 1000 Schlager (rendező: Paul Martin, színész: Caterina Valente, Peter Alexander és mások)
- 1955: Ball im Savoy (rendező: Paul Martin, színészek: Bibi Johns, Nadja Tiller, Caterina Valente és mások)
- 1957: Wenn Frauen schwindeln (Amikor a nők szédülnek) (rendező: Paul Martin, színész: Friedel Hensch, Bibi Johns, Fred Bertelmann és mások)
- 1957: Weißer Holunder (rendező: Paul May, színészek: Willy Hagara, Lolita, Hubert von Meyerinck és mások)
- 1958: Amikor Conny Peterrel (rendező: Fritz Umgelter, színészek: Cornelia Froboess, Peter Kraus, Rex Gildo és mások)
- 1959: Csodás vagy (rendező: Paul Martin, színészek: Caterina Valente, Helen Vita, Trude Herr és mások)
- 1960: Ich zähle täglich meine Sorgen (Minden nap számolom a gondjaimat) (rendező: Paul Martin, színészek: Peter Alexander, Loni Heuser, Gunther Philipp és mások)
- 1960: Conny és Peter zenélnek (rendező: Werner Jacobs, színészek: Cornelia Froboess, Peter Kraus és mások)
- 1960: Marina (rendező: Paul Martin, színészek: Rex Gildo, Trude Herr, Rocco Granata és mások)
- 1964: Az egész világ égszínkék (Németországban A vörös ajkakat, meg kell csókolni) és mások Trude Herr-rel; Vendégszereplők: Eddie Constantine és Vico Torriani
- 1968: Forró nyár (színészek: Chris Doerk, Frank Schöbel)
- 1982: Gib Gas, ich will Spaß (Adj gázt, szórakozni akarok) (színészek: Nena, Markus)

## Fordítás
- Ez a szócikk részben vagy egészben  a   Schlager című német Wikipédia-szócikk ezen változatának fordításán alapul.  Az eredeti cikk szerkesztőit annak laptörténete sorolja fel. Ez a jelzés csupán a megfogalmazás eredetét és a szerzői jogokat jelzi, nem szolgál a cikkben szereplő információk forrásmegjelöléseként.